# Junonia subepiclelia
Junonia subepiclelia är en fjärilsart som beskrevs av Embrik Strand 1911. Junonia subepiclelia ingår i släktet Junonia och familjen praktfjärilar. Inga underarter finns listade i Catalogue of Life.